# Делфт, Корнелис Якобс
Корнелис Якобс Делфт или Делф (нидерл. Cornelis Jacobsz Delff; 1570 или 1571, Гауда, Южная Голландия — 1643, Делфт) — голландский живописец Золотого века Нидерландов. Мастер натюрморта.

## Биография
Представитель известной семьи художников из Гауды, провинция Южная Голландия. Старший сын живописца Якоба Виллемса Делфта, который стал его первым учителем. Брат художников Рохуса (около 1572—1617) и Якоба Виллемса Второго или Младшего (1580—1638).
Корнелис Якобс учился у известного художника-маньериста Корнелиса Корнелиссена, называемого «Корнелисом Харлемским». С 1613 года — член Гильдии Святого Луки в Делфте.
Он был одним из первых известных голландских живописцев — мастеров натюрморта, главным образом с изображением кухонной утвари, первая работа такого рода датируется 1597 годом.
Среди его учеников, вероятно, был Гиллис Гиллиссон де Берг.

## Галерея

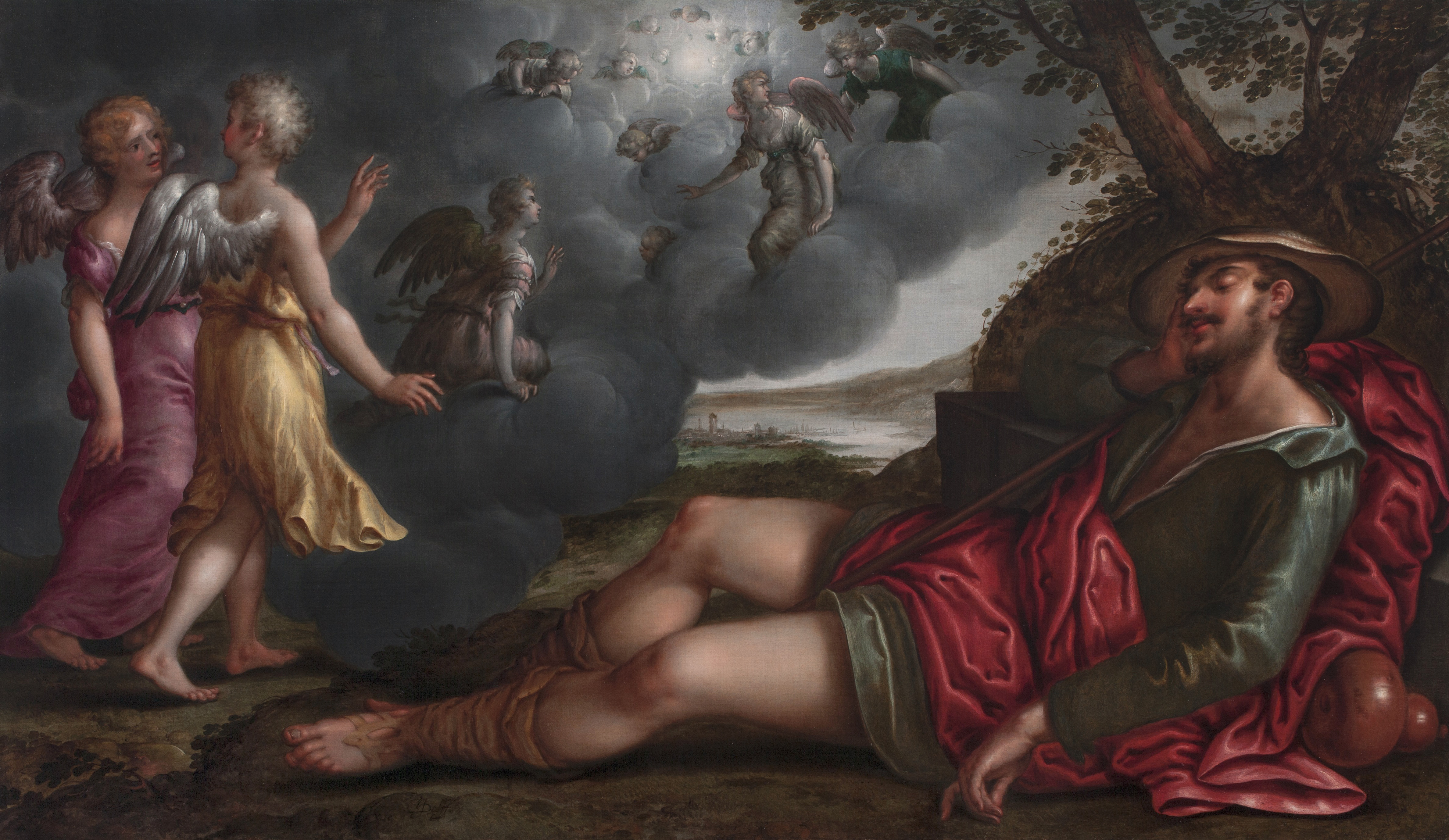
Сон Иакова. 1605. Холст, масло. Принсенхоф, Делфт
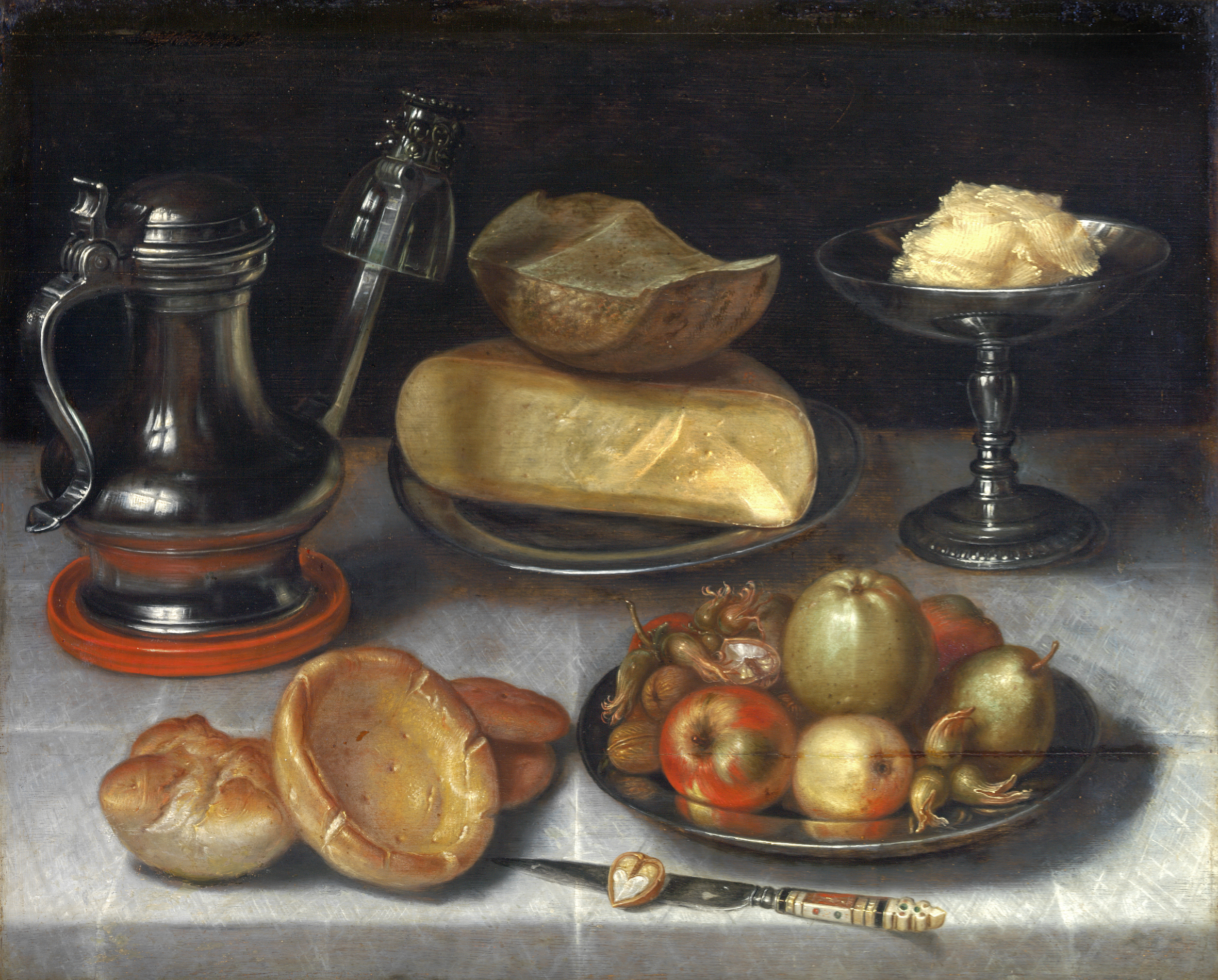
Натюрморт с сыром, хлебом и фруктами. Между 1600 и 1625. Дерево, масло. Музей Франса Халса, Харлем
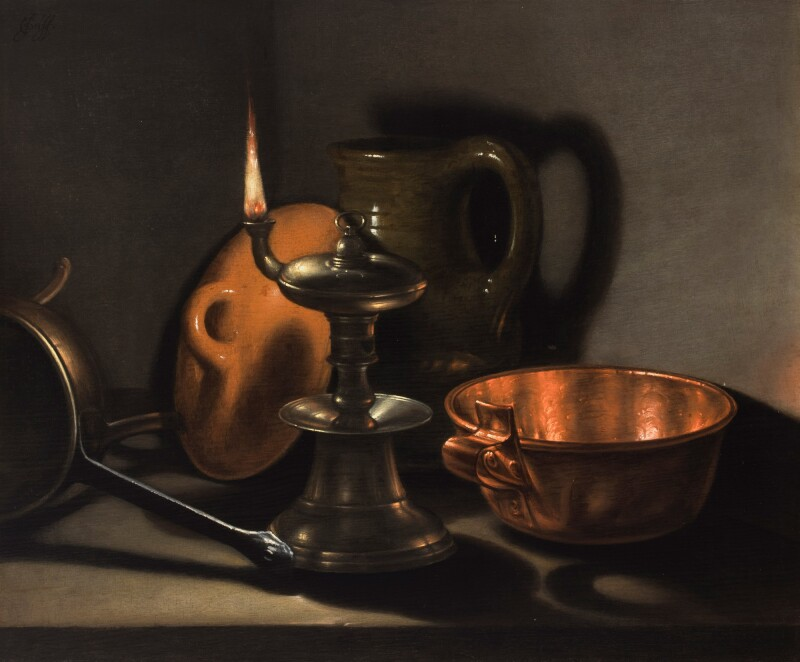
Натюрморт с кухонной посудой при свете масляной лампы. Дерево, масло. Частное собрание
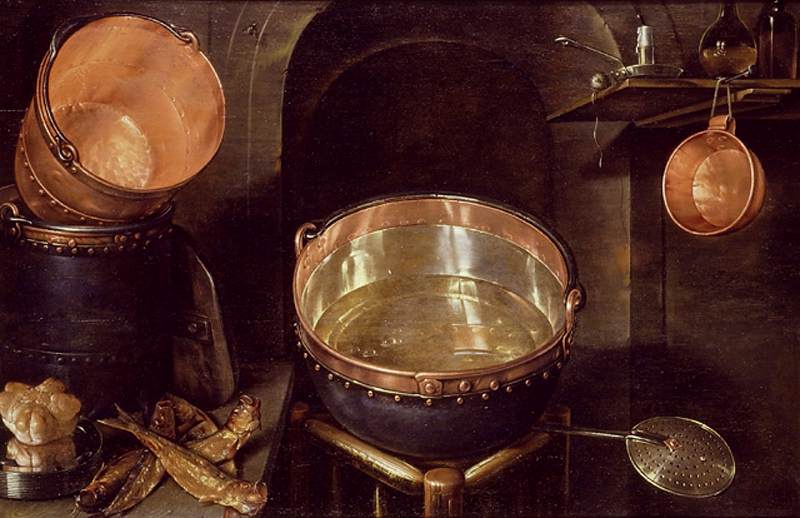
Натюрморт с кухонной утварью. Между 1610 и 1643. Дерево, масло. Музей Эшмола, Оксфорд
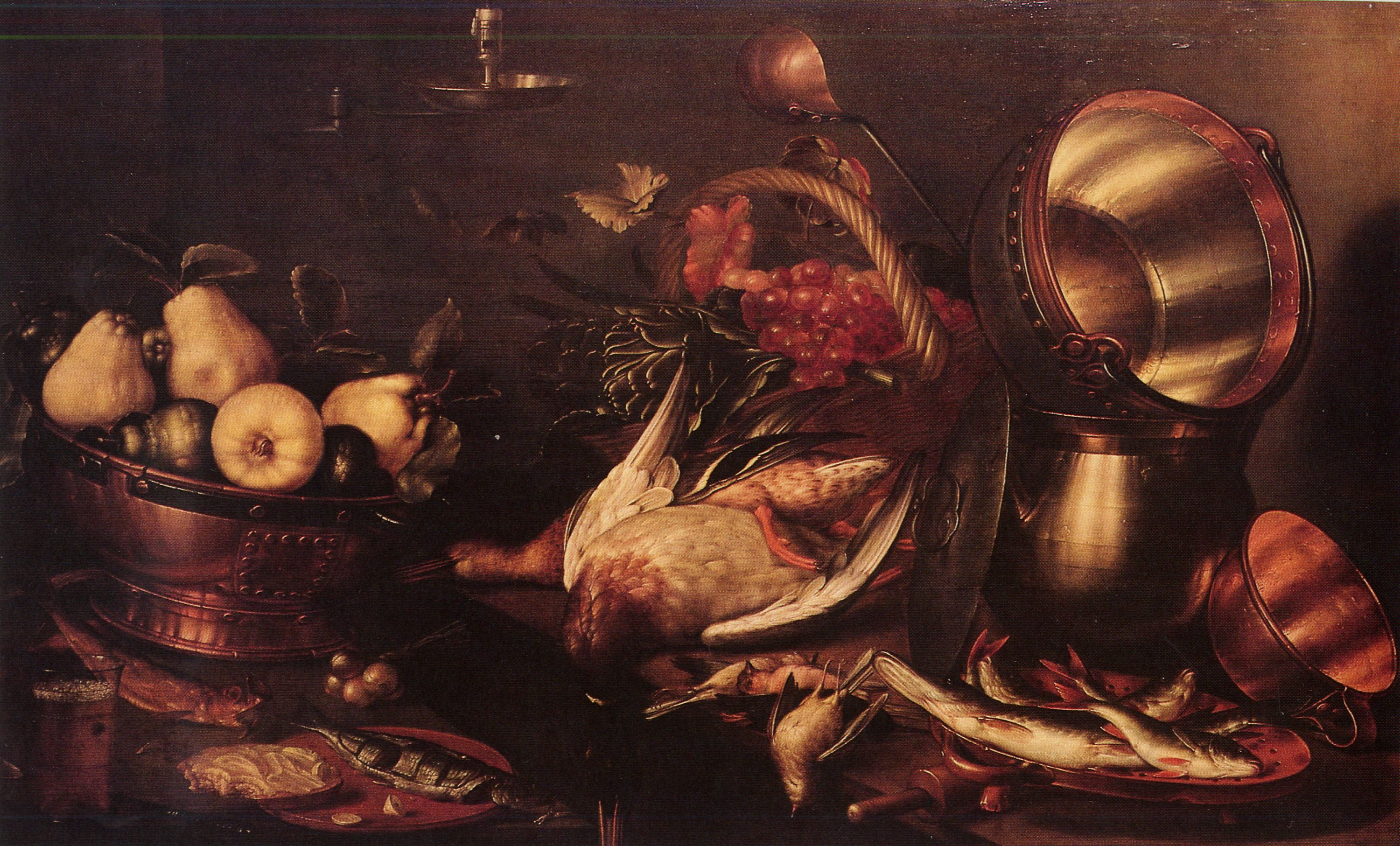
Кухонный натюрморт. Между 1610 и 1620. Дерево, масло. Музей изобразительного искусства, Страсбург